# Секундомер (фильм)
«Секундомер» — советский чёрно-белый фильм, поставленный на киностудии «Ленфильм» в 1970 году режиссёром Резо Эсадзе по сценарию драматурга Леонида Зорина.
Премьера фильма в СССР состоялась 1 марта 1971 года.

## Сюжет
Для знаменитого центрфорварда московского «Спартака» и сборной СССР Сергея Лаврова пришло время оставить большой спорт. Последний матч ему предстоит провести в незнакомом маленьком городке, куда «Спартак» приезжает в конце сезона на игру 1/8 Кубка СССР против местного «Авангарда». Случайная встреча через 19 лет с одноклассницей Таней, в которую Лавров был влюблен в годы своей школьной юности, еще не будучи известным футболистом, заставляет его совершенно иначе взглянуть на прошедшие годы.

## В главных ролях
- Наталья Антонова — Татьяна, врач
- Николай Олялин — Сергей Сергеевич Лавров, футболист-ветеран «Спартака»

## В ролях
- Лилиана Алешникова — Тамара, журналистка
- Валерия Бескова — Вера, жена Васи (навещала старого школьного учителя)
- Ольга Гаспарова (Кобелева) — Нина, жена Семёна (навещала старого школьного учителя)
- Владимир Дудин — Геннадий Белкин, молодой футболист, тренер «Спартака»
- Леонид Еремеев — Максим Анатольевич Острогорский, учитель на пенсии
- Олег Каравайчук — продавец в магазине «Старая книга»
- Генрикас Кураускас — Пётр Евдокимович Баулин, тренер «Спартака»
- Аркадий Кацман — Александр (навещал старого школьного учителя)
- Ирина Куберская — Ася, жена Миши (навещала старого школьного учителя)
- Сергей Мучеников — Миша, муж Аси (навещал старого школьного учителя)
- Геннадий Полока — Семён, муж Нины (навещал старого школьного учителя)
- Эдуард Тышлер — футболист
- Юрий Хмелецкий — Николай Кострецов, журналист-международник, бывший муж Татьяны
- Олег Хроменков — Вася, весельчак-фокусник, муж Веры (навещал старого школьного учителя)
- Михаил Яншин — Михаил Яншин, артист МХАТа, болельщик «Спартака»

## В эпизодах
- Михаил Бадикяну — футбольный администратор (в титрах указан как М. Бадиков)
- Вадим Вильский — представитель комитета по физкультуре
- Людмила Глазова — администратор гостиницы
- Меер Голдовский — массажист «Спартака»
- Эдуард Дидур — вратарь «Спартака» (в титрах не указан)
- Герберт Дмитриев — приятель Лаврова (в титрах не указан)
- Наталия Журавель — стюардесса
- Анатолий Калубулин — болельщик
- С. Кобылкина — Лариса
- В. Лосенко — эпизод
- М. Мунтян — эпизод
- Александр Осмоловский — футболист «Спартака» (в титрах не указан)
- Борис Понизовский — эпизод
- Лариса Понизовская — эпизод
- О. Потипалов — эпизод
- В. Проскуров — эпизод
- Тамара Садретдинова — Аня
- Сергей Сальников — футболист Шураев, его заменяет в дебютном матче юниор Лавров (в титрах не указан)
- И. Слупский — эпизод
- Игорь Сретенский — мужчина на «Волге», темпераментный болельщик «Авангарда»
- И. Хрупало — эпизод

## Съёмочная группа
- Сценарий — Леонид Зорин
- Постановка — Резо Эсадзе
- Главный оператор — Валерий Федосов
- Главный художник — Борис Быков
- Музыка — Олег Каравайчук
- Звукооператор — Наталья Левитина
- Режиссёр — Вадим Гаузнер
- Оператор — Юрий Воронцов
- Редактор — Светлана Пономаренко
- Монтажёр — Л. Зайцева
- Художник по гриму — Е. Кудрявцева
- Художник по костюмам — Э. Карат
- Ассистенты:
  - режиссёра — В. Норд, Виктор Аристов
  - оператора — В. Иванов, А. Пучков, В. Плотников, Б. Дунаев
  - художника — Римма Наринян, М. Суздалов
- Консультанты:
  - заслуженный мастер спорта Сергей Сальников
  - мастер спорта Эдуард Дидур
- Директор картины — В. Попов

## Интересные факты
- На главную роль футболиста-ветерана планировался бывший вратарь «Спартака» и сборной СССР Владимир Никитович Маслаченко[1], завершивший в 1968 году футбольную карьеру.
- Одну из ролей сыграла Валерия Николаевна Бескова, жена заслуженного тренера СССР Константина Ивановича Бескова, с которым дружил сценарист Леонид Зорин[2].
- В начале фильма показаны документальные кадры матча чемпионата СССР по футболу между «Спартаком» и киевским «Динамо» (2:1), состоявшемся 23 августа 1969 года в Москве на Центральном стадионе им. В.И. Ленина[3].
- В роли «маленького городка», куда по сюжету приезжает на матч команда «Спартака», выступила Одесса, в которой были сняты уличные сцены фильма[2][3].